# Jürgen Werner (Physiologe)
Jürgen Werner (* 5. August 1940 in Dortmund) ist ein deutscher Ingenieur und Physiologe und emeritierter Professor für Biomedizinische Technik.

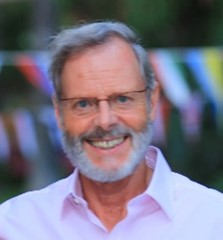
Jürgen Werner (2022)

## Werdegang
Jürgen Werner wurde 1940 in Dortmund geboren. Nach dem Abitur am dortigen Max-Planck-Gymnasium und Industriepraktika studierte er an der Fakultät für Elektrotechnik der TU Darmstadt im Schwerpunkt Regelungstechnik und Informationstechnik, in dem er auch als Studentische Hilfskraft bei Günther Schmidt (jetzt TU München) tätig war. Die Diplomarbeit über die Regelung chemischer Reaktoren bei Winfried Oppelt und Ernst Dieter Gilles brachte ihn zur Anwendung system- und regeltechnischer Methoden in nicht technischen Bereichen. So wurde er nach dem Diplom im Jahre 1966 Wissenschaftlicher Mitarbeiter am Physiologischen Institut der Johann Wolfgang Goethe-Universität Frankfurt am Main bei Gerhard Vossius. Er nutzte diese Zeit zu interdisziplinärer Weiterbildung, über weitergehende mathematische Methoden der System- und Regelungstheorie hinaus vor allem in den medizinisch-vorklinischen Fachgebieten, und zu seiner Dissertation über die Regelung der menschlichen Motorik, mit der er im Jahre 1970 an der TU Darmstadt zum Dr.-Ing. promoviert wurde. Danach wechselte er an das Institut für Physiologie (Hans H. Loeschke und Dietrich Trincker) der neu gegründeten Ruhr-Universität Bochum. Im Jahre 1975 habilitierte er sich dort an der Fakultät für Naturwissenschaftliche Medizin für das Fach „Physiologie“ mit einer Arbeit zur Dynamik der Temperaturregulation des Menschen. Nach der Ablehnung von Rufen auf Lehrstühle der Universität Bremen (Simulationstechnik) und der Technischen Universität Berlin (Mensch-Maschine-Systeme) wurde er 1975 an der Ruhr-Universität zum Professor für Elektrophysiologie berufen. Im Jahr 1996 wurde er Institutsleiter auf dem Lehrstuhl für Biomedizinische Technik, den er bis zur Emeritierung im Jahre 2005 innehatte.  Nach seiner Emeritierung  war er schwerpunktmäßig für die Europäische Kommission in Brüssel tätig.

## Wissenschaftliche Schwerpunkte
Die wissenschaftliche Tätigkeit an der Medizinischen Fakultät der Ruhr-Universität konzentrierte sich zunächst auf verschiedene Aspekte der physiologischen Temperaturregulation. Der eigene Anspruch, Fragestellungen interdisziplinär anzugehen und zu lösen, konnte vor allem durch die Einrichtung des Sonderforschungsbereichs „Biologische Nachrichtenverarbeitung“ der Deutschen Forschungsgemeinschaft realisiert werden. Vor dem Hintergrund der Zielsetzung der mathematischen Modellbildung und Simulation der Thermoregulation und ihrer Interaktion mit anderen Körpersystemen wurden experimentelle Arbeiten im Tierversuch und mit Versuchspersonen durchgeführt. Die tierexperimentellen Arbeiten betrafen vor allem die elektrophysiologische Registrierung und Analyse neuronaler Signale aus verschiedenen Stationen des thermoafferenten Systems sowie Projekte zur Dynamik des Fieber- und des Akklimatisationsprozesses. Die humanexperimentellen Studien analysierten die Temperaturregulation und ihre Interaktion mit anderen Körpersystemen bei Kälte- und Hitzestress und körperlicher Arbeitsbelastung. Die eigenen Ergebnisse flossen zusammen mit den zahlreichen Befunden internationaler Arbeitsgruppen zunächst in ein Regelkreismodell ein, das die Temperaturregulation als System mit örtlich verteilten Parametern analysierte und nachbildete. Vor allem die radiale Abhängigkeit der am Regelkreis beteiligten Variablen konnte berechnet werden, unter ständiger Validierung und Anpassung der Modellstruktur und seiner Parameter. Dadurch wurden extrapolative Vorhersagen zum Verhalten der Systemvariablen in extremeren Situationen möglich, aber auch grundsätzliche Beiträge zur Regelkreisdynamik und zur Einstellung stationärer Zustände. 1988 konnte das erste mathematische dreidimensionale Simulationsmodell der Temperaturregulation vorgestellt werden. Darüber hinaus wurden Klimakammer-Experimente und Modellstudien zur Regelung von Hitzeschutzanzügen durchgeführt, wie sie an extremen Hitzearbeitsplätzen und zwingend bei extraterrestrischen Expeditionen vonnöten sind. Mit der Einrichtung und Leitung eines Institutes für Biomedizinische Technik verlagerte sich der Schwerpunkt der Aktivitäten auf automatisierte Therapiesysteme, die Organe und Organsysteme unterstützen oder sogar ersetzen, mit der Zielsetzung, die ursprüngliche physiologische Leistungsfähigkeit wiederherzustellen. Zwei sensorgesteuerte Herzschrittmachersysteme, die den unterbrochenen physiologischen kardio-vaskulären Regelkreis jeweils in unterschiedlicher Weise technisch wieder schließen, wurden entwickelt, getestet, zum Patent angemeldet und publiziert. Ebenso wurden Regelungskonzepte für die Herz-Lungen-Maschine und die extrakorporale Membranoxygenierung (ECMO) und das Künstliche Herz entworfen. Ein weiteres Projekt realisierte mobile Oxygenierungs- und Perfusionssysteme für explantierte Organe, insbesondere Herzen. Insgesamt sind ca. 300 Publikationen erschienen. Ferner sind ca. 200 Vorträge und die Co-Organisation von 6 nationalen und internationalen Kongressen und Symposien dokumentiert.

## Hochschul- und wissenschaftspolitische Aktivitäten
- 1984-1985: Dekan der Fakultät für Naturwissenschaftliche Medizin der Ruhr-Universität. Hauptaufgabe: Zusammenführung der Fakultät für Naturwissenschaftliche Medizin und der Fakultät für Theoretische und Klinische Medizin[2].
- 1984-2005: Member of International Federation of Automatic Control (IFAC) Committee Biomedical Engineering.
- 1984-2005: Member (1998-2000: President) of International Steering Committee Environmental Ergonomics (ICEE).
- Seit 1984: Gutachtertätigkeit für zahlreiche nationale und internationale Organisationen.
- 1986: Gastprofessor an der Beijing University of Aeronautics and Astronautics, Peking.
- 1993-2002: Strukturdekan der Medizinischen Fakultät der Ruhr-Universität. Hauptaufgabe: Verzahnung von „Campusmedizin“ und Kliniken. Integration und Konzentration im Universitätsklinikum[16].
- 1994-2002: Member of International Union of Physiological Sciences Committee (IUPS) Thermal Physiology.
- 1999-2007: Vorstandsmitglied der Deutschen Gesellschaft für Biomedizinische Technik (DGBMT).
- 2000-2002:  Gründungssprecher der Fachgruppe „Automatisierungstechnische Systeme für die Medizin“ (AUTOMED) der VDI/VDE/Gesellschaft für Mess- und Automatisierungstechnik (GMA) und der Deutschen Gesellschaft für Biomedizinische Technik (DGBMT) im VDE
- 2003/2004: Gründungsdirektor Universitätszentrum Medizintechnik der Ruhr-Universität (UZMT)[2].

## Veröffentlichungen (Auswahl)

### Bücher
- Jürgen Werner: Regelung der menschlichen Körpertemperatur. W. de Gruyter, Berlin; New York 1984, ISBN 978-3-11-086717-6.
- Jürgen Werner: Medizinische Statistik. Urban & Schwarzenberg, München; Baltimore 1984, ISBN 978-3-541-11422-1.
- Jürgen Werner, Martin Hexamer (Hrsg.): Environmental Ergonomics IX. Shaker, Aachen 2000, ISBN 978-3-8265-7648-5 (englisch).
- Jürgen Werner (Hrsg.): Kooperative und Autonome Systeme der Medizintechnik - Funktionswiederherstellung und Organersatz. Oldenbourg, München 2005, ISBN 978-3-486-27559-9.
- Jürgen Werner (Hrsg.): Biomedizinische Technik, Band 9: Automatisierte Therapiesysteme. Lehrbuchreihe: Morgenstern, U. & Kraft, M. (Hrsg.): Biomedizinische Technik, 12 Bände. W. de Gruyter, Berlin 2014, ISBN 978-3-11-025207-1.